# Kerk van Neuburg
De Kerk van Neuburg (Duits: Neuburger Kirche) is de kerk van de lutherse gemeente in het dorp Neuburg, een Ortsteil van de gemeente Detern in het zuidwesten van Oost-Friesland.

## Geschiedenis
Het huidige kerkgebouw is minstens het derde kerkgebouw van Neuburg, waarvan de kerkelijke gemeente in 1475 in een afdrachtrapportage aan de bisschop van Munster voor het eerst werd genoemd. In het jaar 1628 stortte de kerk na een storm in en aansluitend werd een nieuw kerkgebouw opgericht, dat op 18 juni 1634 werd ingewijd. Dit gebouw bevond zich reeds in de 18e eeuw in een deplorabele toestand. In 1779 werd het gebouw gesloopt en door een rechthoekige zaalkerk met pilasters en rondboogramen vervangen.
De toren van het parallelmuurtype is ouder en wordt op het jaar 1664 gedateerd.
Op 1 januari 1975 fuseerden de tot dan zelfstandige kerkelijke gemeente met Amdorf. Beide gemeenten hadden elk een eigen kerkgebouw en vormen nu met twee kerken samen de gemeente Amdorf/Neuburg.  

## Inventaris

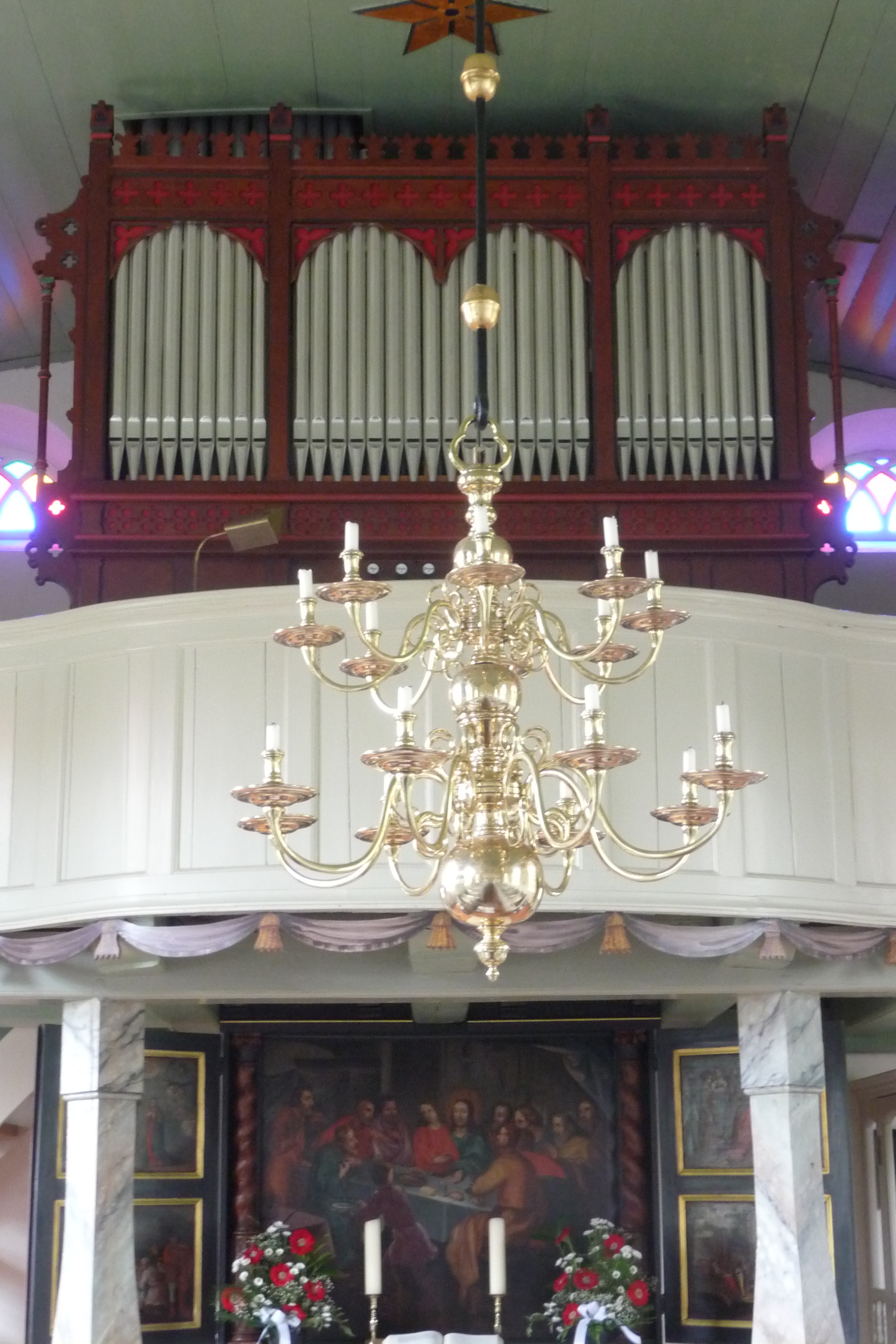
Orgel

Het interieur wordt naar boven met een vlak houten tongewelf afgesloten.
Tijdens de nieuwbouw van de kerk werd de oude inventaris uit de voorgangerkerk overgenomen. Zo bevinden zich in de kerk een kansel uit 1650, een altaarschilderij dat uit 1674 stamt en aan de oostelijke muur delen van de voormalige predella.
De kansel werd door de houtsnijder en schilder Tönnies Mahler uit Leer gebouwd en is versierd met rondbogen van beslag waarbinnen zich de reliëfs van de evangelisten bevinden. Het klankbord draag een beeld van de opgestane Heer.
Op het vleugelaltaar zijn geschilderde voorstellingen uit het Nieuwe Testament te zien. Het centrale deel toont gebeurtenissen uit de kindertijd van Jezus.
De met traliewerk versierde kastbanken werden in 1779 geplaatst.
In het jaar 1830 kreeg de kerk het eerste orgel. Dit instrument werd in 1883 door nieuwbouw van Folkert Becker & Zoon vervangen, dat in 1994 door Alfred Führer uit Wilhelmshaven grondig werd gerestaureerd.